# Kenechukwu Ezeofor
Kenechukwu Ezeofor (ur. 9 lipca 1979) – nigeryjski lekkoatleta specjalizujący się w rzucie oszczepem, rzucie dyskiem oraz pchnięciu kulą.
W 2008 roku zdobył srebrny medal i tytuł wicemistrza Afryki w rzucie oszczepem. Mistrz Nigerii w rzucie dyskiem (2006, 2008, 2011 i 2012), pchnięciu kulą w latach 2006, 2008, 2010 i 2012 oraz w rzucie oszczepem w roku 1999, 2000, 2004, 2007, 2008, 2009, 2010 i 2012. Rekord życiowy: rzut oszczepem - 72,53 (4 maja 2008, Addis Abeba); rzut dyskiem - 53,51 (18 lipca 2007, Algier).